# Limnophila arnoudi
Limnophila arnoudi là một loài ruồi trong họ Limoniidae. Chúng phân bố ở miền Cổ bắc.